# Maxence Dussère
Maxence Dussère ist ein französischer Filmkomponist und Tonmeister.

## Karriere
Dussère begann bereits während seines Studiums an der Filmhochschule La Fémis als Tonmeister und Filmkomponist zu arbeiten. So gehörte Par exemple, Electre 2012 zu seinen ersten Arbeiten, bevor er 2015 sein Studium abschloss. Für die Filmmusik zum Kurzfilm Hotaru erhielt er 2017 eine Auszeichnung beim Angers Film Festival. Schließlich erhielt er für seine Arbeit an Annette von Leos Carax einen César. Zuletzt arbeitete er 2024 an Emilia Pérez von Regisseur Jacques Audiard. Hierfür wurde er bei der Oscarverleihung 2025 zusammen mit Erwan Kerzanet, Aymeric Devoldère, Cyril Holtz und Niels Barletta in der Kategorie Bester Ton nominiert.

## Filmografie (Auswahl)

### Tonmeister
- 2012: Par exemple, Electre
- 2012: Les horizons perdus (Kurzfilm)
- 2013: Bapteme (Kurzfilm)
- 2014: Remains (Kurzfilm)
- 2014: The Encounter (Kurzfilm)
- 2014: Première (Kurzfilm)
- 2014: Tony (Kurzfilm)
- 2014: Bad Girl (Kurzfilm)
- 2014: Kick Off (Kurzfilm)
- 2015: J et le poisson (Kurzfilm)
- 2015: La douzaine (Kurzfilm)
- 2015: Deux Rémi, deux
- 2015: Wellington Jr. (Kurzfilm)
- 2015: Jungle Play (Kurzfilm)
- 2015: Fais le mort (Kurzfilm)
- 2015: Skinnigrove (Kurzfilm)
- 2016: Hotaru (Kurzfilm)
- 2016: Villeperdue
- 2016: Le voyageur
- 2017: Lorraine ne sait pas chanter (Kurzfilm)
- 2018: Chose mentale (Kurzfilm)
- 2018: The Field (Kurzfilm)
- 2019: Papicha – Der Traum von Freiheit
- 2020: Jumbo
- 2021: Annette

### Filmkomponist
- 2012: Au fond des poches (Kurzfilm)
- 2013: Bapteme (Kurzfilm)
- 2014: Carcasse (Kurzfilm)
- 2014: Remains (Kurzfilm)
- 2015: Fais le mort (Kurzfilm)
- 2015: Météore (Kurzfilm)
- 2015: Hotaru (Kurzfilm)
- 2016: Réponses au brouillard (Kurzfilm)
- 2017: Traque (Kurzfilm)
- 2018: Les météorites
- 2018: Chien Bleu (Kurzfilm)
- 2019: Moonchild (Kurzfilm)
- 2019: Yandere (Kurzfilm)
- 2019: Pylône (Kurzfilm)
- 2020: Les Héritières (Kurzfilm)
- 2020: La terre des hommes
- 2020: Hizia (Kurzfilm)
- 2020: Quand l’hôpital retient son souffle
- 2020: Roter Stern (Kurzfilm)
- 2021: Mange (Kurzfilm)
- 2021: Les mots croisés (Kurzfilm)
- 2021: Nous n’irons plus en haut (Kurzfilm)
- 2021: Ibiza (Kurzfilm)
- 2021: The Death Cleaner (Kurzfilm)
- 2021: Dogmar (Kurzfilm)
- 2021: Durch den Wald (Kurzfilm)
- 2022: Brigade Mobile (Fernsehserie)
- 2022: Houria
- 2022: Wild wie das Meer
- 2022: Snow in September (Kurzfilm)
- 2022: Les miens
- 2022: Le principal
- 2022: Pas l’coeur assez grand (Kurzfilm)
- 2022: Si tu tues, appelle-moi
- 2023: Déjà vue (Kurzfilm)
- 2023: Einstein Telescope (Kurzfilm)
- 2023: Les rerines du mambo (Kurzfilm)
- 2023: Haven of Grace (Fernsehserie, 6 Folgen)
- 2024: Lui (Kurzfilm)
- 2024: Little Jaffna
- 2024: Emilia Pérez
- 2025: Love Me Tender

## Auszeichnungen (Auswahl)
- 2021: Brest European Short Film Festival in der Kategorie Beste Originalmusik
- 2022: César in der Kategorie Bester Ton für Annette
- 2024: Golden-Reel-Award-Nominierung in der Kategorie Bester Tonschnitt für Emilia Pérez
- 2024: Satellite-Award-Nominierung in der Kategorie Bester Ton für Emilia Pérez
- 2025: Oscar-Nominierung in der Kategorie Bester Ton für Emilia Pérez